# Stockholm Eagles
Stockholm Eagles är en svenskserbisk basketklubb i Stockholm. Klubben bildades i december 2007 av företagaren Goran Popov och ett par basketentusiaster. Klubben tog sig med rekordfart upp till Sveriges högsta liga på bara tre år och blev därmed den enda serbiska basketklubben utanför Serbien som tagit sig till den högsta serien i ett annat land. Laget slog flera rekord inom sporten med bland annat 36 vinster i rad under landslagstränaren Stefan Bergman. De kvalificerade sig 2012 för Svenska Basketligan. . 2012 kvalificerade sig klubben för spel i Sveriges högstadivision. Efter 2012/2013 uteslöts klubben ur högstadivisionen då man inte levde upp till de ekonomiska kraven. Klubben vann året efter den Svenska "Superettan" och blev därmed den första klubben med att vinna den nya Svenska förbundsserien. Efter vinsten avsade sig klubben platsen i Ligan och drog klubben ur sitt herrlag från alla tävlingar i förbundsserierna och ägnar sig för närvarande åt arbete med barn inom basket. 

### Fotnoter
1. ↑  Anders Rönmark (30 november 2011). ”Basketmiljoner från Balkan”. Fokus. http://www.fokus.se/2011/11/basketmiljoner-fran-balkan/. Läst 25 januari 2015.
2. ↑  Björn Becksmo (4 oktober 2012). ”Stockholm Eagles en framgångssaga”. SVT Sport. http://www.svt.se/sport/stockholm-eagle-en-framgangssaga. Läst 25 januari 2015.
3. ↑  ”08 och Eagles får inte spela i ligan”. Svenska dagbladet. 16 maj 2013. http://www.svd.se/sport/08-och-eagles-far-inte-spela-i-ligan_8179494.svd. Läst 25 januari 2015.
4. ↑  ”Ligan hägrar när örnarna lyfter igen”. Arkiverad från originalet den 20 maj 2015. https://web.archive.org/web/20150520102227/http://www.mitti.se/ligan-hagrar-nar-ornarna-lyfter-igen/. Läst 19 maj 2015.
5. ↑  ”Eagles avsäger sig platsen i basketligan”. http://www.expressen.se/sport/eagles-avsager-sig-platsen-i-basketligan/. Läst 19 maj 2015.
6. ↑  Peter Hegethorn. ”Eagles avstår ligaspel”. http://blogg.vk.se/basket/2014/04/15/eagles-avstar-ligaspel/. Läst 15 april 2014.